# ديك أرمسترونغ
ديك أرمسترونغ (بالإنجليزية: Dick Armstrong)‏ (31 أغسطس 1909 في المملكة المتحدة - 10 مارس 1969 بنوتنغهام في المملكة المتحدة) هو لاعب كرة قدم بريطاني (وحمل سابقاً جنسية المملكة المتحدة لبريطانيا العظمى وأيرلندا) في مركز الهجوم. لعب مع نادي بريستول سيتي ونوتينغهام فورست ونادي ويلينجتون.